# Čang C’-lin
Čang C’-lin (čínsky pchin-jinem Zhāng Zǐlín, znaky zjednodušené 张梓琳, tradiční 張梓琳; * 22. března 1984, Wej-chaj, Čína) je čínská modelka, královna krásy a příležitostná herečka. V roce 2007 se stala vítězkou čínské soutěže krásy Miss World China a v témže roce zvítězila také v soutěži Miss World 2007. Stala se vůbec první čínskou vítězkou této soutěže.

## Životopis

### Původ, vzdělání
Čang C’-lin se narodila 22. března 1984 v prefektuře Wej-chaj v provincii Šan-tung. Následně se přestěhovala do Pekingu, kde v letech 1996 až 2002 absolvovala studium na střední škole. V roce 2006 ukončila studium oboru obchodní administrativa na Univerzitě vědy a techniky v Pekingu.
Vyrůstala v akademicky orientované rodině a sama kladla důraz na důležitost vzdělání. V osmi letech se začala věnovat různým sportovním aktivitám, mezi něž patřil například trojskok nebo překážkový běh. V oblasti atletiky absolvovala také odbornou přípravu v běhu na 100 metrů s překážkami pod vedením čínského olympijského vítěze a mistra světa Liou Sianga. Jako vysokoškolská studentka se účastnila různých sportovních akcí a atletických závodů. V roce 2005 získala sportovní univerzitní ocenění Sports Advance Distinction Award.

### Kariéra
Její kariéra v modelingu odstartovala v roce 2003, kdy se účastnila soutěže krásy, jež byla pořádána agenturou New Silk Road Modeling Agency. V soutěži se umístila mezi 10 nejlepšími účastnicemi. Později si ji všiml výkonný ředitel agentury Li Siao-paj a následně začala působit jako modelka v mnoha městech mimo Čínu, například v Paříži nebo Berlíně.
V roce 2006 byla nominována jako jedna z deseti profesionálních topmodelek na zisk ocenění během udělování cen Chinese Fashion and Culture Awards. V roce 2007 se zúčastnila módní přehlídky podzimní a zimní kolekce Giorgia Armaniho v Paříži a obdržela ocenění Top Model of the Year (nejlepší modelka roku) od agentury New Silk Road Modeling Agency.
1. prosince 2007 se stala vítězkou soutěže krásy Miss World 2007, jejíž finálové kolo proběhlo v čínském městě San-ja v provincii Chaj-nan. Jako držitelka titulu Miss World poté navštívila Spojené království, Spojené státy americké, Rusko, Mexiko, Trinidad a Tobago, Vietnam a Jihoafrickou republiku.
V roce 2008 propůjčila svůj hlas k soundtracku k Letním olympijským hrám 2008 a objevila se také v hudebním videu Beijing Welcomes You.
Hereckou kariéru zahájila roku 2011, když debutovala ve snímku The Underdog Knight 2. V roce 2014 se objevila v hongkongském fantasy filmu The Monkey King.
V roce 2013 se v Thajsku provdala za Neila Nie.